# Leptospermum juniperinum
Leptospermum juniperinum är en myrtenväxtart som beskrevs av James Edward Smith. Leptospermum juniperinum ingår i släktet Leptospermum och familjen myrtenväxter. Inga underarter finns listade i Catalogue of Life.